# Herman Romer
Herman Cornelis Johannes (Herman) Romer (Rotterdam, 2 februari 1931 – aldaar, 21 november 2023) was een Nederlandse  schrijver van proza, poëzie en historische non-fictie.
In 1971 won Herman Romer de "Anna Blaman Prijs" een cultuur - literatuurprijs, uitgegeven door het Prins Bernhard Cultuurfonds voor zijn gedichtenbundel: Voor de liefhebber.

### Novelle
- De nachtegalen zingen niet meer
- De trein naar Berlijn

### Historische boeken
- Passagieren op de dijk,
- Het spoor terugvolgend,
- De warmte van het Oude Noorden, (samen met Otto Dicke en Betty Koswa),
- De roes van Rotterdam, (samen met Otto Dicke),
- Rotterdam rond de eeuwwisseling, z.j., uitgegeven door Ad Donker-Rotterdam.
- Rotterdam in de jaren tien, z.j., Ad. Donker.
- Rotterdam in de jaren twintig, z.j., Ad. Donker.
- Rotterdam in de jaren dertig, 1988, Ad. Donker.
- Rotterdam voordat de bommen vielen, 1988,  Ad. Donker.
- Rotterdam in Barbaarse jaren, 1940-1945, deel 1, 1990, Ad. Donker.
- Rotterdam in Barbaarse jaren, 1940-1945, deel 2, 1990, Ad. Donker.

### Verhalenbundel
- De liefde is onderweg
- Laten we de charleston dansen
- Zwarte confetti

### Gedichtenbundels
- Voor de liefhebbers

- Digitale Bibliotheek voor de Nederlandse Letteren: rome004
- Gemeinsame Normdatei: 172336112
- International Standard Name Identifier: 0000 0003 8124 3276
- Library of Congress Control Number: n79064679
- Nederlandse Thesaurus van Auteursnamen: 068936036
- Virtual International Authority File: 261122842
- WorldCat: E39PBJm4MVtvVj386xxFx7QQbd